# Hallandsbrigaden (1949–1958)
Hallandsbrigaden (IB 16) var en infanteribrigad inom svenska armén som verkade åren 1949–1961. Förbandsledningen var förlagd i Halmstads garnison i Halmstad.

## Historik
Genom försvarsbeslutet 1948 beslutades att arméns fältregementen skulle omorganiseras, och från 1949 års krigsorganisation anta en brigadorganisation. Hallandsbrigaden (IB 15) sattes upp åren 1949–1951 vid Hallands regemente (I 16) genom att fältregementet Hallands regemente (I 16) omorganiserades till brigad. Genom försvarsbeslutet 1958 beslutades att Hallandsbrigaden skulle upplösas och avvecklas. Från den 1 maj 1961 utgick brigadstaben ur krigsorganisationen, medan två skyttebataljoner kvarstod en bit in på 1960-talet. Namnet övertogs 1964 av dess systerbrigad, Västkustbrigaden, och även beteckningen den 1 juli 1994.

## Verksamhet
Huvuddelen av brigaden grundutbildades vid Hallands regemente (I 15). Brigaden genomgick endast en förbandstyp, IB 49.

### Bataljoner
| - 16. infanteribrigadstaben - 16. pansarskyddskompani - 16. tungt granatkastarkompani - 116. tungt granatkastarkompani - 16. brigadluftvärnskompani - 16. brigadingenjörskompani | - 1. brigadskyttebataljonen - 2. brigadskyttebataljonen - 3. brigadskyttebataljonen - 16. brigadunderhållsgrupp |

## Förbandschefer
- 1949–1961: ???

## Namn, beteckning och förläggningsort
| Hallandsbrigaden | 1949-10-01 | – | 1961-04-30 |

| IB 16 | 1949-10-01 | – | 1961-04-30 |

| Halmstads garnison (F) | 1949-10-01 | – | 1961-04-30 |